# Lovitura de stat din Guineea din 2021
Lovitura de stat din Guineea din 2021 a avut loc la 5 septembrie 2021, când o unitate de elită a armatei guineene - Groupement des forces Spéciales (GFS) - a ocupat palatul prezidențial și l-a capturat pe președintele Alpha Condé.
Autorii loviturii de stat, conduși de colonelul Mamady Doumbouya, au anunțat suspendarea Constituției, dizolvarea guvernului și a instituțiilor și închiderea frontierelor. O juntă militară a preluat puterea sub numele de Comitetul Național pentru Unitate și Dezvoltare (CNUD).

## Context

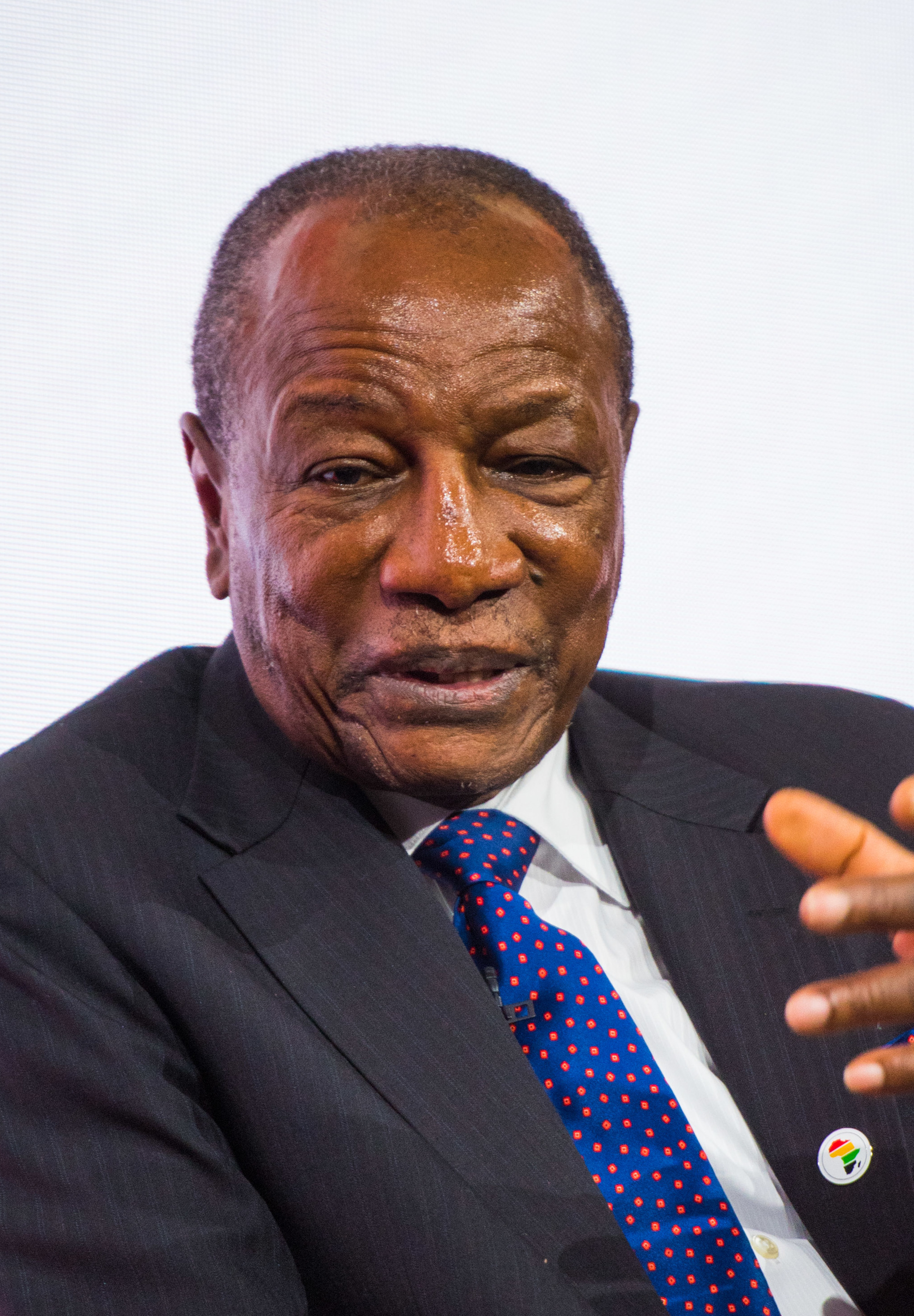
Președintele Alpha Condé în 2020

La putere din 2010, Alpha Condé a fost contestat de la realegerea sa în 2020 pentru un al treilea mandat, după ce a modificat Constituția prin referendum pentru a elimina, printre altele, limita celor două mandate.
El a încercat să reformeze armata și să creeze unități speciale și de elită precum GFS. A numit în fruntea acestor unități apropiați precum Mamady Doumbouya.
Din ianuarie 2021, mai mulți adversari au fost închiși: Mamady Condé a fost arestat, în timp ce Mamadou Oury Barry a murit în închisoare. Cu o lună înainte de încercarea loviturii de stat, creșterea prețului benzinei a provocat tensiuni în cadrul opoziției. Mai multe creșteri ale prețurilor pentru produsele de zi cu zi au dat naștere unor agitații, cum ar fi creșterea prețurilor la pâine, asupra căreia Alpha Condé a revenit în cele din urmă.

## Derularea evenimentelor

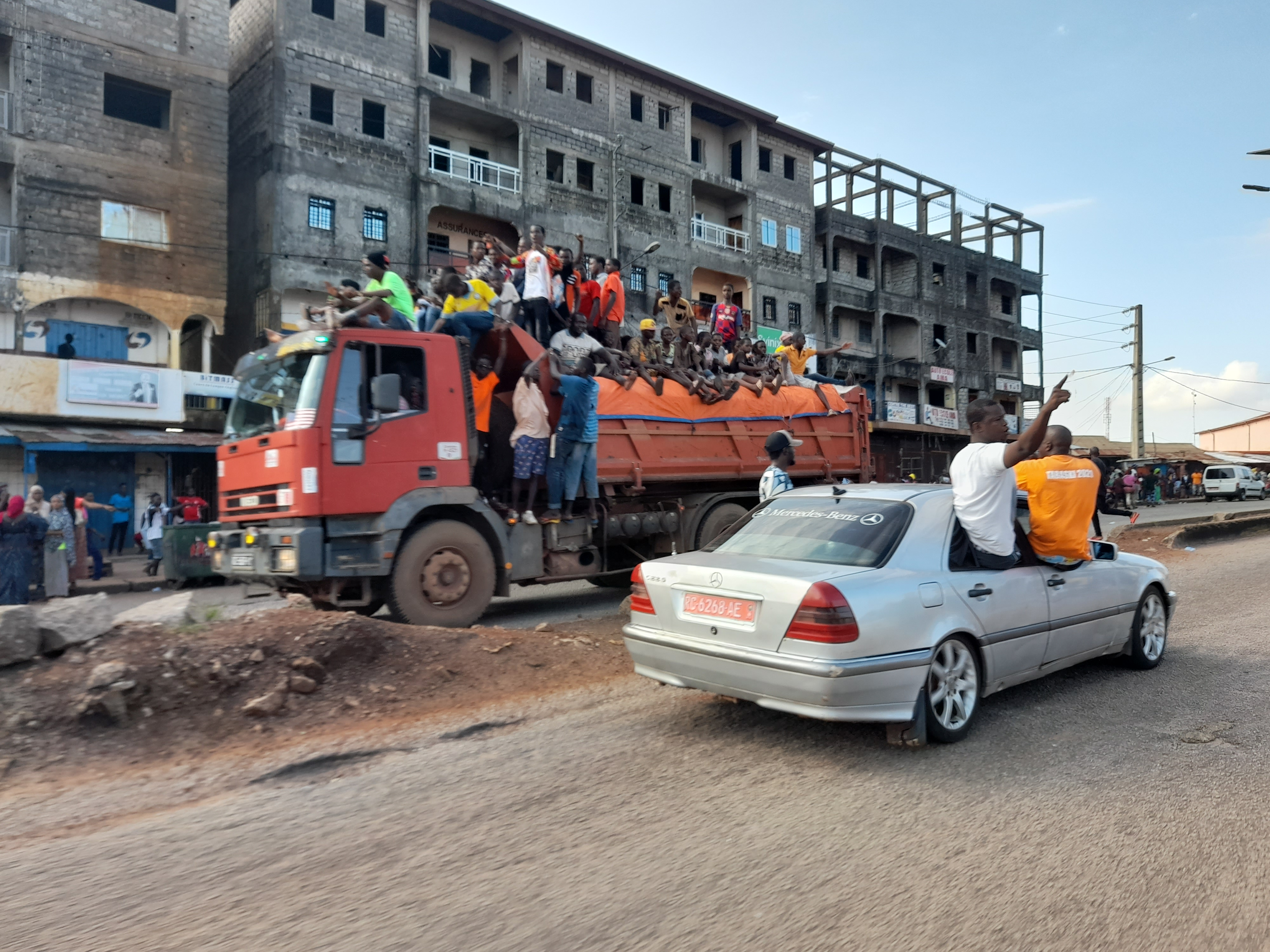
Susținători ai puciștilor pe strada Le Prince

La 5 septembrie 2021, în jurul orei 8 a.m. (ora locală), s-au auzit focuri de armă în Conakry, lângă palatul prezidențial. Locuitorii au raportat că mulți soldați le-au ordonat să se întoarcă la casele lor și să rămână acolo. Ministerul Apărării Naționale a susținut că a respins atacul.
Într-un videoclip postat pe rețelele de socializare, puciștii - soldați care fac parte din Groupement des forces Spéciales, condus de colonelul Mamady Doumbouya - au anunțat capturarea președintelui Republicii Alpha Condé și suspendarea Constituției, dizolvarea guvernului și a instituțiilor, închiderea frontierelor și crearea unui „Comitetul Național pentru Unitate și Dezvoltare” care să conducă țara. La RTG, aceștia au făcut apel către restul armatei „la unitate” și „să rămână în cazarmă”.
La scurt timp după ora 14, puciștii s-au adresat populației pe postul public de televiziune RTG.
În seara zilei de 5 septembrie, anunțul loviturii de stat a condus la scene de jubilare în capitala Conakry și în provincii, o parte a populației din Guinea „a ieșit în masă în stradă”, aplaudând în special trecerea vehiculelor blindate militare.
La știrile de la televiziune, junta a anunțat înființarea unei ore de stingere „de la ora 20 pe întreg teritoriul național”, închiderea frontierelor terestre și aeriene pentru „cel puțin o săptămână”, înlocuirea membrilor guvernului de către secretarii generali ai fiecărui minister, cel al prefecților, subprefecților și guvernatorilor regionali de către soldați. Miniștrii demiși și președinții instituțiilor au fost chemați la o ședință a doua zi, altfel ar fi fost considerați „ca fiind împotriva CNUD”.
La 8 septembrie 2021, Guineea este suspendată de la procedurile ECOWAS de către șefii de stat ai ECOWAS întruniți într-un summit extraordinar virtual.
La 1 octombrie 2021, Mamady Doumbouya a fost învestit în funcția de președinte interimar.

## Reacții

### Organizații internaționale
- ONU: Într-un tweet, secretarul general al Organizației Națiunilor Unite, António Guterres, „condamnă în cei mai puternici termeni răsturnarea guvernului cu forța armelor” și „solicită eliberarea imediată a președintelui Alpha Condé”.[15]
- CEDEAO: Președintele Comunității Economice a Statelor Africii de Vest, Nana Akufo-Addo, și-a exprimat îngrijorarea și a condamnat „cu cea mai mare fermitate această tentativă de lovitură de stat”. El a cerut revenirea la ordinea constituțională și a solicitat eliberarea președintelui Condé.[16]
- Uniunea Africană: Președintele Uniunii Africane, Félix Tshisekedi, și președintele comisiei Uniunii Africane, Moussa Faki, au condamnat orice preluare a puterii prin forță și au solicitat eliberarea imediată a președintelui Alpha Condé.[17] La 10 septembrie 2021, Uniunea Africană a suspendat calitatea de membru a Guineei ca răspuns la lovitura de stat.[18]
- Uniunea Europeană: Înaltul Reprezentant al Uniunii pentru afaceri externe și politica de securitate, Josep Borrell, „condamnă preluarea puterii cu forța în Guineea” și „solicită eliberarea președintelui Alpha Condé”.[19]

### State
- Belgia: Sophie Wilmès, ministrul afacerilor externe, a condamnat preluarea militară și a cerut eliberarea celor reținuți și revenirea la ordinea constituțională și la statul de drept.[20]
- Bulgaria: Într-un tweet, Ministerul Afacerilor Externe din Bulgaria a condamnat lovitura militară și a cerut eliberarea președintelui Guineei.[21]
- Burundi: Președintele Burundiului Évariste Ndayishimiye „condamnă cu tărie lovitura de stat” și „face apel la calm și la revenirea la ordinea constituțională”.[16]
- China: Purtătorul de cuvânt al Ministerului de Externe Chinez, Wang Wenbin, a condamnat lovitura de stat și a solicitat eliberarea lui Alpha Condé. El a făcut apel la toate părțile la calm, reținere și să acționeze în interesul fundamental al poporului guineean.[22]
- Franța: Ministerul francez de Externe „condamnă încercarea de a prelua puterea cu forța” și solicită „eliberarea imediată și necondiționată a președintelui Condé”.[23]
- Gambia: Într-o declarație a ministrului afacerilor externe, Mamadou Tangara, în conformitate cu principiile Uniunii Africane și ale ECOWAS, a condamnat preluarea militară, a cerut revenirea la ordinea constituțională, a cerut eliberarea liderilor civili și menținerea statului de drept.[24]
- Germania: Un purtător de cuvânt al Ministerului Federal de Externe a „condamnat cu tărie încercarea de preluare a puterii prin violență armată” și s-a alăturat ECOWAS și Uniunii Africane în cererile sale de a-l elibera necondiționat pe Condé și pe alți deținuți și de a reveni la ordinea constituțională.[25]
- Liberia: George Weah, președintele Liberiei, a cerut eliberarea imediată a lui Alpha Condé și a cerut noilor lideri militari ai Guineei să „adere la principiile guvernării civile și democrației”.[26]
- Luxemburg: Ministerul Afacerilor Externe din Luxemburg a condamnat lovitura de stat și a cerut eliberarea lui Alpha Condé și restabilirea ordinii constituționale.[27]
- Mexic: Ministerul de externe al Mexicului condamnă ferm încercarea de lovitură de stat și solicită eliberarea imediată a președintelui Condé.[28]
- Nigeria: Ministerul nigerian al afacerilor externe a declarat că „aparenta lovitură de stat” a Guineei a încălcat regulile ECOWAS și a îndemnat țara să revină la ordinea constituțională.[16][29]
- Qatar: Ministerul de Externe al Qatarului condamnă lovitura de stat și solicită tuturor părților să evite escaladarea conflictului, să exercite înțelepciune și să continue dialogul pentru rezolvarea crizei.[30]
- Spania: Guvernul Spaniei a condamnat preluarea militară și a cerut restabilirea ordinii constituționale și a instituțiilor democratice din Guineea.[31]
- Statele Unite ale Americii: Departamentul de Stat al SUA condamnă „evenimentele care au avut loc la Conakry”.[23]
- Turcia: Ministerul de Externe al Turciei condamnă „tentativa de lovitură de stat din Guineea și reținerea președintelui Alpha Condé”, subliniază „așteptarea puternică a restabilirii rapide a ordinii constituționale în Republica prietenă și fraternă a Guineei” și solicită „eliberarea imediată a președintelui Alpha Condé”.[32]